# Rosa pseudoscabriuscula
Rosa pseudoscabriuscula — вид рослин з родини розових (Rosaceae); поширений у західній половині Європі.

## Опис

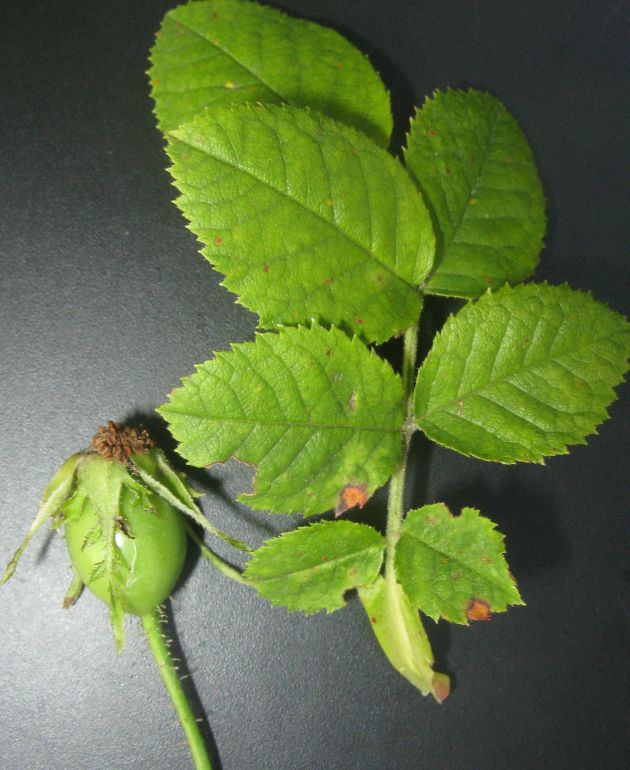
листок і плід

Кущ від 60 до 300 см у висоту. На гілках є слабо вигнуті колючки, які мають широку основу. Листки з 5–7 дрібнозубчастими листочками, які довжиною 3 см і шириною 1.5 см і мають на нижній стороні від шорсткого до повстяного волосся. Листя вкрите залозистими волосками. Ніжка й ребро листка вкриті повстяним волоссям і сильно вкриті залозистими волосками. Іноді на нижній стороні ніжки є невеликі колючки. Ця троянда квітне в червні та липні від білого до яскраво-рожевого кольору, 4 см квітками, які зібрані в зонтики. Квітконіжки завдовжки 1.5–2.5 см, вкриті численними залозистих волосками. Чашечка повстяна й укрита численними залозистими волосками, згодом після цвітіння відпадає. Плід шипшини червоний, від еліптичного до круглого, 1.5 см завдовжки і 1.2 см завширшки, із залозистими волосками.

## Поширення
Поширений у західній половині Європи — Австрія, Чехія, Словаччина, Данія, Франція, Німеччина, Угорщина, Італія, Нідерланди, Норвегія, Польща, Швейцарія; у Швеції вважається вимерлою.